# Hymenodictyon glabrum
Hymenodictyon glabrum är en måreväxtart som först beskrevs av Alberto Judice Leote Cavaco, och fick sitt nu gällande namn av Sylvain G. Razafimandimbison och Birgitta Bremer. Hymenodictyon glabrum ingår i släktet Hymenodictyon och familjen måreväxter. Inga underarter finns listade i Catalogue of Life.